# Doński Oddział Informacyjny
Doński Oddział Informacyjny (Donotos) (ros. Донской отдел осведомления (Донотос)) – organ propagandowy w Republice Dońskiej podczas wojny domowej w Rosji.
Organ został utworzony w marcu 1919 r. w Nowoczerkasku jako oddział propagandy przy Atamanie Dońskim i władzach Republiki Dońskiej. Na jego czele stanął pisarz Fiodor D. Kriukow, pełniący funkcję sekretarza Dońskiego Kręgu Wojskowego. Donotos zorganizowano na wzór Agencji Informacyjnej, działającego w pobliskim Rostowie nad Donem przy dowództwie Armii Ochotniczej gen. Antona I. Denikina. Do jego zadań należało popularyzowanie działań rządu dońskiego, Atamana i dowódców wojskowych, informowanie ludności cywilnej o przebiegu działań wojennych, sytuacji na terenach Kozaków dońskich okupowanych przez wojska bolszewickie, upamiętnianie kozackich bohaterów wojennych, zbieranie informacji o nastrojach wśród ludności, przygotowywanie biuletynów informacyjnych przeznaczonych dla Atamana i członków rządu. Ponadto publikowano różnego rodzaju materiały propagandowe, jak plakaty, ulotki, broszury, odezwy itp. Wydawano też własne gazety. Oddziały Donotosu znajdowały się w różnych miejscowościach Republiki Dońskiej.